# Quentalia granisca
Quentalia granisca är en fjärilsart som beskrevs av William Schaus 1920. Quentalia granisca ingår i släktet Quentalia och familjen silkesspinnare. Inga underarter finns listade.